# 2024年アレッポ大学病院空爆
2024年アレッポ大学病院空爆は、2024年12月1日にロシア軍がシリアのアレッポにあるアレッポ大学に対して行った空爆。この空爆で12人が死亡、23人が負傷し、2人のジャーナリストが死亡した。